# Alois Hudal
Alois Hudal (Graz, 31 de maig de 1885 - Roma, 13 de maig de 1963) va ser un bisbe catòlic de Roma, d'ascendència austríaca. Conegut també com a Luigi Hudal, durant 30 anys fou responsable de la petita congregació austro-germana de Santa Maria dell'Anima i, fins a 1937, un influent representant de l'Església austríaca. En el seu llibre de 1937 Els fonaments del nacional-socialisme, Hudal va elogiar Adolf Hitler i algunes de les seves polítiques, i indirectament va atacar les polítiques del Vaticà. Després de la Segona Guerra Mundial, Hudal fou una figura clau per ajudar a establir les Ratlines, que van permetre a importants nazis alemanys i altres ex oficials i líders polítics de l'Eix, entre ells criminals de guerra, escapar dels seus judicis.